# Jean Genoud
Pour les articles homonymes, voir Genoud.
Jean Genoud, né en 1650 à Châtel-Saint-Denis, et mort en 1693 à Ava en Birmanie, est un missionnaire catholique suisse.

## Biographie
Il est élève au collège des jésuites de Fribourg de 1663 à 1668 puis il suit des études de théologie à Paris. Il se rend au Siam de 1680 à 1682. Avec Jean Joret, il construit une église à Syriam dans le royaume birman de Pegu.